# Dysstroma inumbrata
Dysstroma inumbrata là một loài bướm đêm trong họ Geometridae.